# Paco Arcadio
Pablo Díaz Ocampo, més conegut pel sobrenom Paco Arcadio (Espanya, 1993 o 1994) és un milicià espanyol que va combatre l'Estat Islàmic a la regió kurda de Rojava (Kurdistan siri). Des dels 19 anys també és membre de l'organització marxista-leninista Reconstrucción Comunista.
Paco va viatjar des d'Espanya a l'Iraq amb 21 anys per a posteriorment passar al Kurdistan siri i «ajudar al poble kurd en la seva lluita contra l'estat islàmic». Un cop va arribar a Rojava, va rebre entrenament militar durant «el temps suficient perquè no el matessin» i se'n va anar al front de Shengal. El viatge el va fer amb un company (a qui ell anomena Camarada) també militant de Reconstrucción Comunista. La base d'operacions de la seva unitat es trobava a Serekaniye (en idioma àrab Ras al Ayn (رأس العين)).
El 6 de juliol de 2015 es va entregar a les autoritats espanyoles després d'assabentar-se que el seu company havia estat detingut per la Brigada Provincial de Información de la Jefatura Superior de Policía de Madrid acusat de terrorisme. L'Audiència Nacional d'Espanya li va retirar el passaport i el va acusar de ser un terrorista amb vincles amb el Partit dels Treballadors del Kurdistan (PKK), tot i que ell sempre ha defensat que no ha tingut cap vincle amb aquest grup terrorista, sinó que va col·laborar amb les Unitats de Protecció Popular (YPG).